# Acura ILX
Acura ILX - компактный премиальный автомобиль бренда Acura, подразделения люксовых автомобилей Honda. В модельном ряду он заменил Acura CSX. Как и предыдущая модель CSX, ILX связан с девятым поколением Honda Civic. Тем не менее, на автомобиле представлен новый дизайн Acura, называемый «Аэро-плавленая Динамика» («Aero-fused Dynamics»). Автомобиль предлагается с аналогичным четырёхцилиндровым двигателем, как на CSX, TSX и Civic Si, за исключением двигателя V6 с модели TSX. Гибридная модель, первая у Акуры, была представлена с 1,5-литровым двигателем, своим газово-электрическим мотором поделился текущий Civic Hybrid.
Концепт-кар с газовой и гибридной установкой был представлен в 2011 году на Североамериканском международном автосалоне. Готовая версия была представлена в 2012 году там же, а продажи в США начались во втором квартале 2012 года. Продажи гибридной модели начались в конце 2012 года.

## 1 рестайлинг
В 2015 году модель пережила рестайлинг, при этом двигатель остался один, объемом 2.4 литра и мощностью 201 л.с. Главной чертой стала решётка радиатора Diamond Pentagon Grille в виде перевёрнутого пятиугольника с характерным рисунком.

## Комплектации(1 рестайлинг)
_
2.4 АМТ 201 л.с; робот